# 李武栄
李 武栄（李 務栄、リ・ムヨン、朝鮮語: 리무영、1948年4月8日 - ）は、朝鮮民主主義人民共和国の政治家。朝鮮労働党中央委員会委員。内閣副総理、化学工業相などを歴任。

## 経歴
1948年に平安南道南浦市(現南浦特別市)に生まれる。1998年に最高人民会議第10期代議員に選出された。南興青年化学連合企業所の支配人を経て、2003年に化学工業相に就任した。2010年には朝鮮労働党中央委員会委員に選出され、2011年には内閣副総理に就任した。2013年に張成沢が粛清された際には李が張成沢に近い立場だったため、盧斗哲副首相と共に中国に亡命したと報道されたが、後に誤報だったことが分かった。2017年4月11日に開催された最高人民会議第13期第5回会議で化学工業相を解任された。後任は張吉龍。

## 参考サイト
- 북한정보포털

| 公職        | 公職                                                | 公職        |
| ----------- | --------------------------------------------------- | ----------- |
| 先代 朴奉珠 | 朝鮮民主主義人民共和国 化学工業相 · 2003年 - 2017年 | 次代 張吉龍 |